# KG Mobility
KG Mobility Corporation, già nota come SsangYong Motor Company (in coreano hangŭl: 쌍용자동차?), è una casa automobilistica sudcoreana fondata nel 1954 come Hadonghwan Motor Company e parte del gruppo KG dal 2022.

## Storia
La sua produzione iniziale era costituita dalla costruzione di Jeep per l'US Army mentre le prime realizzazioni autonome sono datate 1976. Dopo un primo cambio di nome nel 1957 in Dong-A Motor assunse quello di SsangYong nel 1988.
Anche la sua storia di collaborazioni internazionali e di proprietà è altrettanto variegata. Dopo un primo accordo di collaborazione con la Daimler-Benz nel 1990, acquisì la casa inglese Panther Westwinds e nel 1997 venne acquisita a sua volta dalla connazionale Daewoo. Coinvolta nel tracollo finanziario di quest'ultima, le sue azioni vennero rimesse sul mercato e dal 2004 è controllata come azionista di maggioranza dalla casa cinese SAIC (51% circa delle azioni), proprietaria anche di Roewe.
Tra la fine del 2008 e l'inizio del 2009 è stata colpita dalla crisi internazionale ed è stata messa in amministrazione controllata, con la previsione di un notevole taglio occupazionale, dell'ordine di circa il 37%. Proprio questi tagli hanno innescato una dura lotta da parte dei lavoratori licenziati, a cui si è aggiunta la solidarietà degli altri lavoratori della fabbrica. La fabbrica è stata quindi occupata dalla metà di giugno 2009, e nonostante la brutale azione di risposta della polizia coreana, all'inizio di agosto la fabbrica continuava a essere occupata e la produzione ferma. In tutta la Corea e in varie parti del mondo ci sono state numerose manifestazioni di solidarietà ai lavoratori della fabbrica.
Nel 2010 l'azienda indiana Mahindra & Mahindra ha rilevato le quote di SAIC per 230 milioni di dollari rilanciando il marchio coreano attraverso la ristilizzazione completa dei modelli e la progettazione e costruzione di nuovi motori in Corea. Nel 2012 sono nati dei motori a gasolio che rispettano le normative Euro 5 e alcuni prototipi, come la e-XIV, totalmente elettrica. Nel 2015 viene lanciata la prima vettura progettata in totale autonomia ovvero la SsangYong Tivoli, SUV compatta prodotta in Corea del Sud ed esportata in Asia, Europa e Sud America. La Tivoli diviene il modello più venduto della casa coreana. Inoltre vengono avviati dei progetti con Mahindra per la realizzazione e l’industrializzazione di nuove piattaforme e tecnologie per veicoli elettrici ed ibridi.
Al gennaio 2019 il 74.65% della SsangYong appartiene alla Mahindra & Mahindra. Nel marzo dello stesso anno viene presentata la quarta generazione della Korando, SUV di segmento C totalmente rinnovata prevista anche in una versione totalmente elettrica. Nell’aprile 2020, in seguito alla crisi economica causata dalla pandemia di COVID-19, la Mahindra annuncia il taglio di investimenti per la SsangYong e la cancellazione del piano industriale previsto. Nel giugno dello stesso anno il pacchetto azionario della casa coreana detenuto dalla Mahindra viene posto in vendita.
Il 21 dicembre 2020, SsangYong Motor ha presentato istanza di amministrazione controllata e fallimento dopo che Mahindra ha tagliato i finanziamenti a SsangYong a causa del suo debito insoluto. Il portavoce di Ssang Yong Motor ha dichiarato che la società deve un totale di 315,3 miliardi di won (285 milioni di dollari) di debiti scaduti alle istituzioni finanziarie. Nell'ottobre 2021 viene comunicato che SsangYong sarebbe stata acquisita dal produttore di autobus e camion elettrici coreano Edison Motors ma nel marzo 2022 viene a mancare l'intesa in seguito al mancato pagamento da parte della Edison Motors.
Nel giugno 2022, il tribunale fallimentare di Seoul ha optato per un consorzio guidato dal conglomerato sud coreano KG Group come ultimo offerente per rilevare SsangYong Motor. Il consorzio prevedeva di pagare 900 miliardi di won (699,5 milioni di dollari) per l’acquisto della SsangYong. Nell'agosto 2022, la Commissione per il libero scambio della Corea del Sud ha approvato l'acquisizione da parte di KG Group di una quota di maggioranza del 61% in SsangYong attraverso la sua controllata KG Mobility. I pagamenti di acquisizione sono stati completati nello stesso mese. Nel settembre 2022, il tribunale fallimentare di Seoul ha accettato il piano di uscita dall'amministrazione controllata di SsangYong, inclusa l'emissione di nuove azioni per pagare i creditori. Il gruppo KG inizierà il processo per uscire dall'amministrazione controllata di SsangYong all'inizio di ottobre e concludere il processo di acquisizione entro il 14 ottobre 2023, il termine ultimo per la vendita di SsangYong.
Dopo alcuni ritardi, il 31 ottobre il gruppo KG ha avviato le procedure di uscita dall'amministrazione controllata chiedendo la cessazione dell'amministrazione controllata al tribunale fallimentare di Seoul. Il Tribunale ha approvato l'uscita dall'amministrazione controllata l'11 novembre, perfezionando l'acquisizione. Nel dicembre 2022, il nuovo presidente di SsangYong, Kwak Jae-sun, ha dichiarato di voler rimuovere completamente il nome aziendale "SsangYong" dal marzo 2023 ribattezzandola "KG Mobility", allo scopo di evitare la percezione negativa del nome attuale e uniformandola alle altre sussidiarie del conglomerato KG. A marzo 2023 viene ufficialmente cambiato il nome in KG Mobility e al Seoul Mobility Show 2023 viene presentata la nuova identità aziendale insieme a tre vetture sotto forma di concept car e un modello di produzione, la Torres EXV elettrica.

## Produzione

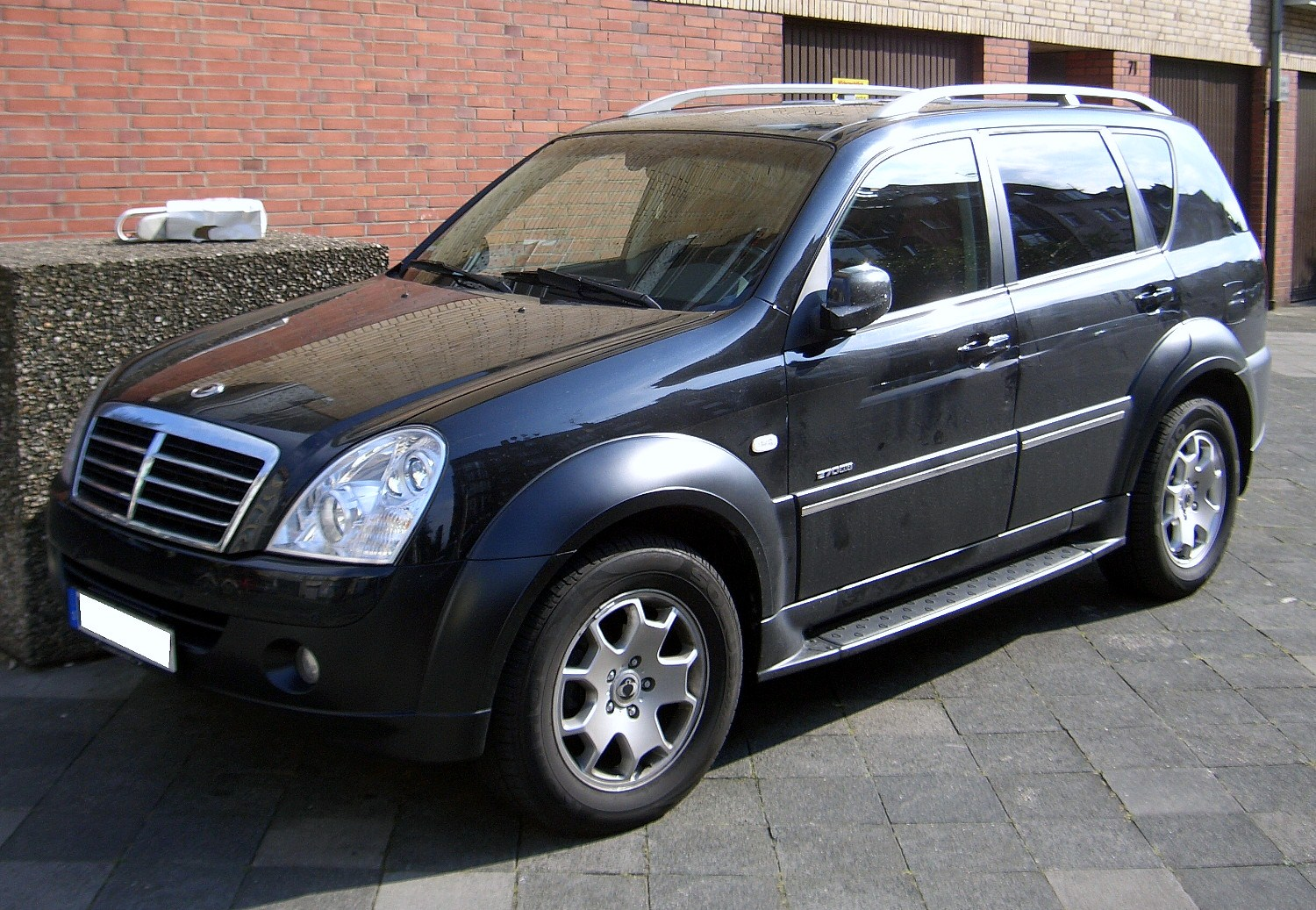
Una Rexton II

### Vetture in produzione
- Korando
- Rexton
- Rexton Sports
- XLV
- Tivoli
- Torres

### Vetture fuori produzione
- Actyon
- Actyon Sports
- Chairman
- Istana
- Kyron
- Musso
- Musso Sports
- Rodius